# 平手友梨奈
平手友梨奈（日语：／ Hirate Yurina */?，2001年6月25日—）是日本女藝人、演員，愛知縣出身。女子偶像團體櫸坂46前成員，退團前的所有單曲皆由其單獨擔任Center（中心站位）。

## 簡歷
初中时，平手曾是篮球部部员，但除了部内的事情外，她并未确立任何明确的目标，于是她想去挑战别的东西，希望尽自己所能去实现自己应有的目标。初中二年级时，她对演戏很感兴趣，但身为乃木坂46粉丝的哥哥建议她改变自己的想法，去参加鸟居坂46的一期生招募。在面试时她演唱了THE ALFEE的《星空的距离》。她看过乃木坂46与THE ALFEE在《MUSIC FAIR》演唱过这首歌，对这首歌比较了解。2015年8月21日，平手审查合格，成为更名后的櫸坂46一期生，並来到东京开始住宿生活。
2016年3月30日，登载《Mac Fan》单独封面。2016年4月6日，櫸坂46的首张单曲《沉默的多数》发售，平手担任Center（中心成员）。单曲同时收录其首张solo（个人）曲目《山手线》。2016年7月出演电视剧《誰殺了德山大五郎？》。2016年12月，在日刊体育新闻社的“第三届月刊AKB48團體新聞大奖2016”中被评为坂道MIP。
2017年，在AKB48的第47张单曲《Shoot Sign》中，收录了坂道AKB的曲目〈你最爱的 是谁？〉，由平手担任Center。6月24日19:40左右，在幕張展覽館舉辦的櫸坂46全國握手會上，一男子攜帶12cm長的刀具排在平手友梨奈與柿崎芽實所在的握手隊伍裡，期間點燃煙霧彈，意圖襲擊平手友梨奈，之後被安保人員制服。12月31日，於第68回NHK紅白歌合戰上，因组合在短時間內二度演出《不协和音》而體力不支，与铃本美愉和志田愛佳一同出現過度換氣症狀，右臂也在演出時出現鈍挫傷引發痙攣。
2018年1月13日，因右腕的肱三頭肌損傷，營運單位宣布取消櫸坂46原定於2018年1月30日至2月1日與平假名櫸坂46於日本武道館舉辦的公演，並全部改為平假名櫸坂46演出。同年2月7日，平手出席了“24h cosme”的新广告发布会，这是她伤后首次在公开场合露面。同年7月20日至22日，平手参加了在山梨县富士吉田市富士急高原乐园举办的“榉共和国2018”户外演唱会，这是她在NHK红白歌合战后首次参与单独现场演出。2018年9月5日，在千叶的幕张展览馆举行的“榉坂46 ARENA TOUR”最终公演上，平手不慎摔下舞台，经诊断有轻微挫伤，但在安可时还是回到台上继续演出。在2018年9月14日上映的电影《响 -HIBIKI-》是平手首部参演的电影，也是首部由她担任女主角的电影。12月3日，凭借这部电影的出色表现，平手获得了第31届日刊体育电影大奖·石原裕次郎奖的新人奖。2018年12月21日，營運單位官網公告平手因身體狀況不佳，接受精密檢查，診斷因骶髂關節不穩定及雙手橈骨關節疼痛，將暫時專心於治療之上，暫停舞蹈表演的活動，關於部分不需舞蹈表演的活動將繼續進行。
2019年1月，平手获得第42届日本电影学院奖新人演员奖。2月获得2018年度日本互联网电影大奖新人奖。5月获得第28届日本电影批评家大奖新人女演员奖。同年8月16日起举行的“全国ARENA TOUR 2019”巡演，平手因右腕受伤而取消部分演出。9月18日至19日，平手在东京巨蛋的最终巡演中出场，并在时隔近2年后演出《不协和音》，并演唱了自己的solo曲《转弯》（角を曲がる）。同年12月31日，在第70回NHK紅白歌合戰上再次演出《不协和音》。
2020年1月23日，櫸坂46營運單位在官網發表平手友梨奈退出该团的公告。3月4日，個人官方網站启用，并公布了新的写真照，并宣佈出演电影《三角窗外是黑夜》。9月29日，平手以模特儿的身份参与了[ANREALAGE] 错误：{{Lang}}：无效参数：|3=（帮助）的2021年春夏巴黎周的公開宣傳片。12月9日，平手在富士電視台的2020 FNS歌謠祭上首次表演了自己有份参与作曲的原創歌曲《跳舞的理由》（ダンスの理由），并在同年12月25日數位音樂下載的形式發行。
2021年9月24日，以數位音樂下載的形式發售第二張個人單曲《無可取代的世界》（かけがえのない世界）。
2022年12月21日，宣布與韓國HYBE的日本總部HYBE JAPAN新成立的廠牌NAECO簽約，成為公司旗下第一位藝人。并参演富士电视台电视剧《我们律师很棘手》的女主角天野杏，这是平手首次挑战律师角色。2024年8月8日，NAECO宣布不再与平手续约，其官方网站及粉丝社群也同时关闭。
2024年8月16日，经纪公司Cloud Nine的社长千木良卓也在自己的X上发布了平手被绑在椅子上的照片，预告她将成为旗下艺人。9月1日，Cloud Nine宣布平手正式成为其公司所属艺人。

## 人物
平手的爱称有techi（てち）、techiko（てちこ）、tetchan（てっちゃん）、hirate-chan（ひらてちゃん）、hiratechi（ひらてち）、hi-chan（ひーちゃん）、babu（ばぶ）等，主要特征是黑色短发和八字眉（困り眉）。榉坂46成立时，她是全队年龄最小的成员。
她支持的乃木坂46成员是生駒里奈和白石麻衣。最喜歡的乃木坂46歌曲是《制服模特兒》和《此刻，想說話的對象》。
平手喜欢吃的食物有茶碗蒸、麵條、章魚和巧克力派等，不喜歡吃的食物是綠豌豆。她爱看的電影是《海街日記》和《狼的孩子雨和雪》，爱看的綜藝節目是《毒舌糾察隊》與《男女糾察隊》。喜歡的動畫是《名偵探柯南》和《蠟筆小新》，其中对她来说影响最大的作品是《蠟筆小新》。她喜欢的女演员是小松菜奈與土屋太鳳。她喜歡的歌曲是E-girls的《希望之光 〜相信奇迹〜》。喜歡的藝人有西野加奈、橘子新樂園與SEKAI NO OWARI。
她的興趣是看搞笑綜藝和聽音樂。喜歡的搞笑綜藝是《閒聊007》，她喜歡的搞笑藝人有NON STYLE、流星、GO!皆川、御菜俱樂部、原市、TRENDY ANGEL、BAMBINO、JAL JAL、miyazon等。在組合出道時期，平手曾表演過GO!皆川的“unchokochokochokopi~”。
平手的特長是有籃球、芭蕾、側手翻、單杠大迴環、吹氣球等。打篮球这一爱好是受保育園朋友的影響，她在小學二年級時加入籃球俱樂部並擔任中鋒，甚至在小學六年級時獲得市賽冠軍，同時還擅長手指轉球。芭蕾則是從5歲開始學，一直學到12歲。

## 歌曲
有關櫸坂46複數成員演唱之歌曲，請参考「櫸坂46#單曲」。

### 數位单曲
| 序号             | 發售日期         | 名稱                     | Oricon 最高周榜排名 |
| Sony Records发行 | Sony Records发行 | Sony Records发行         | Sony Records发行    |
| ---------------- | ---------------- | ------------------------ | ------------------- |
| 1                | 2020年12月25日   | 跳舞的理由 （ダンスの理由）          | 6 (13,854点）       |
| 2                | 2021年9月24日    | 無可取代的世界 （かけがえのない世界）      | 4 (7,133点)         |
| NAECO发行        |                  |                          |                     |
| 3                | 2024年3月12日    | 绝望的女神 （絶望の女神）          |                     |
| 维京音乐发行     |                  |                          |                     |
| 4                | 2024年10月16日   | bleeding love            |                     |
| 5                | 2024年12月11日   | ALL I WANT               |                     |
| 6                | 2025年3月19日    | Eeny Meeny Miny Moe （イニミニマイニモ） |                     |

## 出演
有關櫸坂46複數成員參演之節目，請参考「櫸坂46#媒體演出」。

### 电视剧
- 誰殺了德山大五郎？（东京电视台，2016年7月17日－10月2日）饰演 平手友梨奈[84]（※榉坂46主演）
- 殘酷的觀眾們（日本电视台，2017年5月18日－7月20日）饰演 叶山柚木（葉山ゆずき）[85]（※榉坂46主演）
- 龙樱2（TBS，2021年4月25日－6月27日）饰演 岩崎枫[86]
- 向着风的那边奔跑吧（日语：風の向こうへ駆け抜けろ）（NHK，2021年12月18日－25日）飾演 芦原瑞穂[87]
- 六本木Class（朝日電視台，2022年7月7日－9月29日）飾演 麻宮葵[88]
- 我家律師很麻煩（富士電視台，2023年10月13日－12月22日）飾演 天野杏

### 電影
- 響 -HIBIKI-（2018年9月14日，東寶）飾演 鮎喰響[28]
- 三角窗外是黑夜（2021年1月22日[89][注 8]，松竹）飾演 非浦英莉可[91]
- 殺手寓言第二章（2021年6月18日[注 9]，松竹）飾演 佐羽雛子（佐羽ヒナコ）[93][94]

### 廣播
- SCHOOL OF LOCK!（TOKYO FM，2017年4月17日－2020年3月19日）作為「GIRLS LOCKS!」單元每月第三週MC出演[95][96]。
- SCHOOL OF LOCK! 教育委員會（TOKYO FM，2021年4月23日－2022年12月23日）作为「平手LOCKS!（日语：平手LOCKS!）」单元每月第三週MC出演[97]。

### MV
- SEKAI NO OWARI 观星者（2019年）[98]
- Mrs. GREEN APPLE WanteD! WanteD!（日语：WanteD! WanteD!）（2020年）[99]

### 廣告
- NHK-AC日本（日语：ACジャパン）共同宣傳活動「伪装的女孩（フリする女の子）」（2016年） - 飾 中學3年級生（与八木莉可子共演）[100]。
- 24h cosme（日语：24hコスメ）（2018年2月－） - 品牌代言人[101]
- mirumiru（養樂多）[102]
  - mirumiru「开始吧（はじめよう）」編（2018年9月10日－）[102]
  - mirumiruS「活得美丽（美しく生きる）」編（2018年9月10日－）[102]
  - mirumiru / mirumiruS「开始吧（はじめよう）」編（2018年9月10日－）[102]
- 数字好莱坞大学（2021年1月）[103]
- 哈根达斯日本
  - 「使心情愉快的方法」篇（2021年3月5日 - ）
  - 「幸福的秘訣」篇（2021年3月5日 - ）

### 走秀
- Girls Award
  - GirlsAward 2016 AUTUMN/WINTER（2016年10月8日，国立代代木競技場第一体育館） - Ank Rouge[104]。
  - GirlsAward 2017 SPRING/SUMMER（2017年5月3日，国立代代木競技場第一体育館） - one spo[105]。
  - GirlsAward 2018 AUTUMN/WINTER（2018年9月16日，幕張展览馆1 - 3大厅）「響 -HIBIKI-」SPECIAL STAGE[106]。
- 未确认Festival 2017（日语：未確認フェスティバル#未確認フェスティバル2017）（2017年8月27日，STUDIO COAST） - 应援女孩[107]。
- 東京女孩展演
  - Mynavi presents TOKYO GIRLS COLLECTION 2019 AUTUMN/WINTER（2019年9月7日，琦玉超级竞技场）[108]
  - Mynavi presents TOKYO GIRLS COLLECTION 2022 AUTUMN/WINTER（2022年9月3日，琦玉超级竞技场）[109]

## 書籍

### 雜誌連載
- LOVE berry（日语：ラブベリー#第2期 (復刊)）（2016年1月、德間書店） - 模特兒[110]。
- 月刊籃球（日语：月刊バスケットボール）（2016年3月25日、日本文化出版） - 籃球×偶像[5]。
- BRODY（日语：BRODY）（2016年8月23日、12月23日、2017年4月22日，白夜書房） - 道之進（道のすゝめ）[111]。

## 獎項
| 年度   | 頒獎典禮                 | 獎項       | 作品        |
| ------ | ------------------------ | ---------- | ----------- |
| 2018年 | 第31回日刊体育电影大奖   | 新人獎     | 響 -HIBIKI- |
| 2019年 | 第42回日本電影學院獎     | 新人獎     | 響 -HIBIKI- |
| 2019年 | 第28回日本映画批評家大賞 | 新人女優賞 | 響 -HIBIKI- |

## 外部鏈結
- 官方网站
- 平手友梨奈的X（前Twitter）
- 平手友梨奈的Instagram帳戶
- YouTube上的平手友梨奈頻道（日語）
- 平手友梨奈，存于 - 櫸坂46官方網站（2015年11月14日 - 2020年3月31日）
- 平手友梨奈官方博客，存于 - 櫸坂46官方網站（2015年11月14日 - 2020年3月31日）